# Республиканский национальный съезд 1868 года
Республиканский национальный съезд 1868 года Республиканской партии США была проведена в Оперном театре Кросби, Чикаго, штат Иллинойс, с 20 мая по 21 мая 1868 года. 
По итогу съезда Главнокомандующий армией США Улисс Грант был единогласно выбран республиканцами на пост президента. На съезде он был беспрепятственно избран путём всеобщего одобрения в первом туре голосования. На должность вице-президента делегаты выбрали спикера Шайлера Колфакса, который был выбором Гранта. В телеграмме Гранта о его назначении кандидатом в президенты он сказал: «Давайте обретём мир», что захватило воображение американского народа.

## Кандидаты в президенты
| Кандидат    | Должность                                    | Штат  | Избиратели |
| ----------- | -------------------------------------------- | ----- | ---------- |
| Улисс Грант | 6-й Главнокомандующий армией США (1864—1869) | Огайо | 650        |

### Сняты до съезда

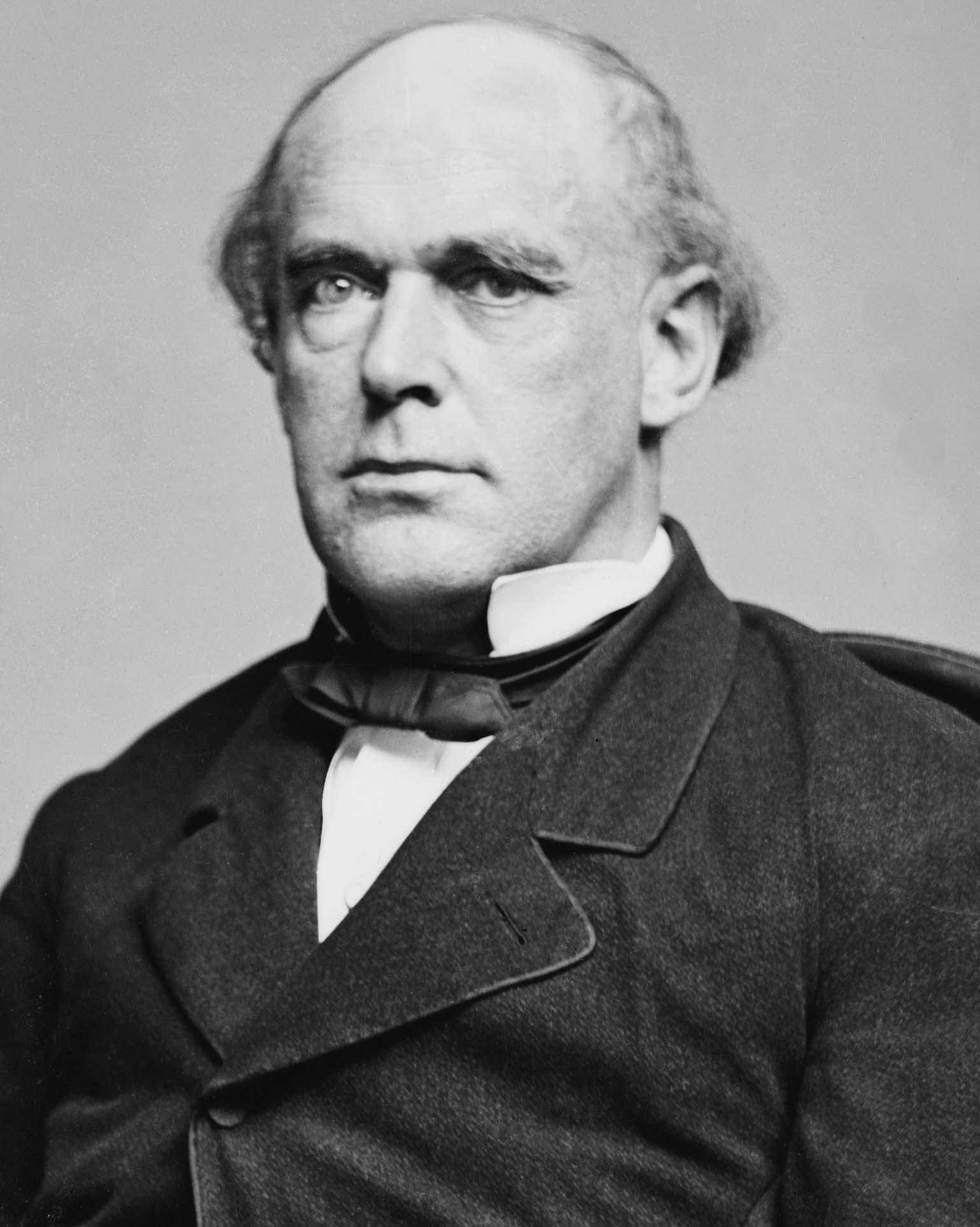
Салмон Чейз, Председатель Верховного суда США от штата Огайо
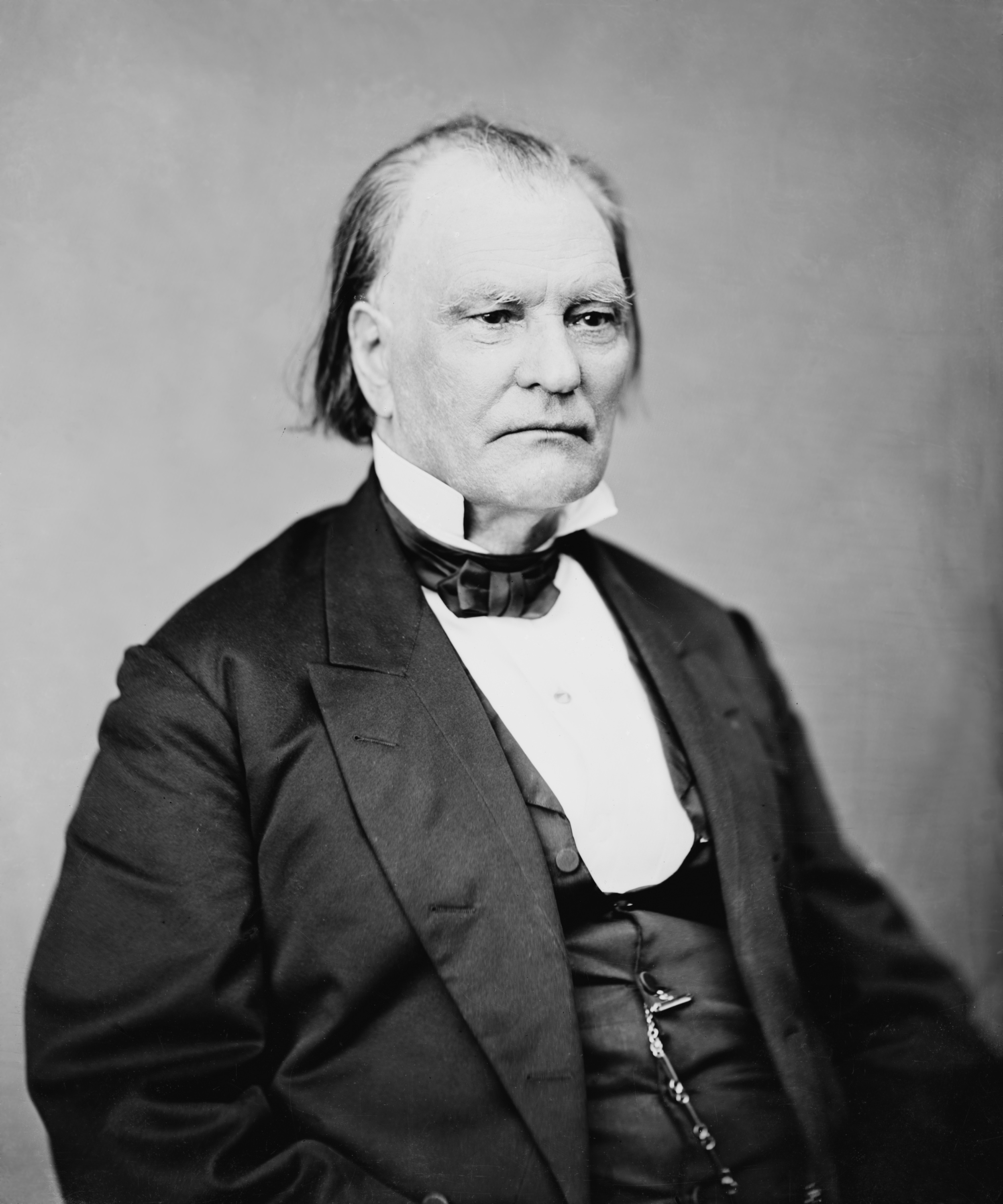
Бенджамин Уэйд, Сенатор США от штата Огайо

## Кандидаты в вице-президенты
| Кандидат           | Штат         | Избиратели | Избиратели | Избиратели | Избиратели | Избиратели           | Избиратели          |
| Кандидат           | Штат         | 1 тур      | 2 тур      | 3 тур      | 4 тур      | 5 тур (перед сменой) | 5 тур (после смены) |
| ------------------ | ------------ | ---------- | ---------- | ---------- | ---------- | -------------------- | ------------------- |
| Шайлер Колфакс     | Индиана      | 115        | 145        | 165        | 186        | 226                  | 541                 |
| Бенджамин Уэйд     | Огайо        | 147        | 170        | 178        | 206        | 207                  | 38                  |
| Рубен Фентон       | Нью-Йорк     | 126        | 144        | 139        | 144        | 139                  | 69                  |
| Генри Уилсон       | Массачусетс  | 119        | 114        | 101        | 87         | 56                   | 0                   |
| Эндрю Грегг Кёртин | Пенсильвания | 51         | 45         | 40         | 0          | 0                    | 0                   |
| Ганнибал Гэмлин    | Мэн          | 28         | 30         | 25         | 25         | 20                   | 0                   |
| Джеймс Спид        | Кентукки     | 22         | 0          | 0          | 0          | 0                    | 0                   |
| Джеймс Харлан      | Айова        | 16         | 0          | 0          | 0          | 0                    | 0                   |
| Джон Кресвелл      | Мэриленд     | 14         | 0          | 0          | 0          | 0                    | 0                   |
| Сэмюэл Помрой      | Канзас       | 6          | 0          | 0          | 0          | 0                    | 0                   |
| Уильям Дарра Келли | Пенсильвания | 4          | 0          | 0          | 0          | 0                    | 0                   |